# Societat Catalana de Documentació i Informació
Societat Catalana de Documentació i Informació (SOCADI) va ser una associació professional de bibliotecaris i documentalistes de Catalunya.
SOCADI fou creada el 1984 a partir dels antecedents de la delegació a Catalunya de la Societat Espanyola de Documentació i Informació Científica (SEDIC), una associació similar, amb seu a Madrid, que havia començat a funcionar de manera informal el 1978, i també del grup de treball informal Tertúlia Terminalera, del Consorci d'Informació i Documentació de Catalunya (CIDC). La delegació de la SEDIC a Catalunya, que va tenir poca activitat, estava integrada per Rafael Queralt Teixidó (1924-2015), Domènec Turuguet Mayol (1924-2003), Joaquim Mumbrú Laporta i Ángela García de Mendoza, entre d'altres. Aquesta delegació es va extingir amb la creació de SOCADI el 1984. Agrupà els professionals relacionats amb la informació i la documentació científica i especialitzada, en un nombre aproximat de 400. Organitzà cursets i altres activitats de formació permanent, i des del 1987 les Jornades Catalanes de Documentació, que a partir del 1989 foren organitzades conjuntament amb el Col·legi Oficial de Bibliotecaris-Documentalistes de Catalunya. Va publicar l'Anuari SOCADI de Documentació i Informació (1997-1998). Els seus presidents foren Joan Bravo-Pijoan, entre els anys 1984 i 1987, i Lluís Codina-Bonilla, entre el 1996 i el 1999.
Entre les finalitats que es va proposar l'associació estaven les de: fomentar la col·laboració i l'intercanvi d'experiències entre els especialistes en informació i documentació i entre les institucions emmarcades en el cap de la informació i la documentació, promoure el perfeccionament professional dels especialistes en informació i documentació i desenvolupar els mètodes de treball en aquest camp, mitjançant l'organització de cursets, conferències, seminaris, etc., i mantenir relacions amb entitats anàlogues de Catalunya, la resta d'Espanya i l'estranger.
El 1999 es va fusionar amb el Col·legi Oficial de Bibliotecaris-Documentalistes de Catalunya.